# Woldeghiorghis Matheos
Woldeghiorghis Matheos (ur. 22 czerwca 1940 w Wagabeta) – etiopski duchowny rzymskokatolicki, w latach 2010-2017 wikariusz apostolski Hosanna.

## Życiorys
Święcenia kapłańskie przyjął 4 maja 1969 i został inkardynowany do prefektury apostolskiej Hosanna. Po święceniach został dyrektorem centrum katechetycznego, zaś w latach 1978-1981 był sekretarzem biskupim. W kolejnych latach pracował jako proboszcz w kilku parafiach, a w 1995 objął funkcję rektora pre-seminarium w Hosannie. W 2005 został wicerektorem seminarium wikariatu Soddo-Hosanna w Addis Abebie.
20 stycznia 2010 został prekonizowany wikariuszem apostolskim Hosanna. Sakrę biskupią otrzymał 11 kwietnia 2010. 8 kwietnia 2017 przeszedł na emeryturę.